# Nymphalis nigriocellata
Nymphalis nigriocellata är en fjärilsart som beskrevs av Reuss 1911. Nymphalis nigriocellata ingår i släktet Nymphalis och familjen praktfjärilar. Inga underarter finns listade i Catalogue of Life.